# Lago de Tiblíssi
O Lago de Tiblíssi (em georgiano:  თბილისის ზღვა) ou Mar de Tiblíssi (თბილისის წყალსაცავი) é um lago artificial, nas imediações de Tiblíssi, que serve como um reservatório. O lago tem um comprimento de 8,75 km e uma largura de 2,85 km. Foi inaugurado em 1953 e tornou-se um local de recreação popular. Foi planejado para desenvolvimento de um parque recreativo com várias instalações desportivas.